# مونتو دا بو
مونتو دا بو هي بلدة صغيرة تقع في مدينة تورينو الحضرية في بيمنتة بإيطاليا، وتبعد 32  كم شمال شرق تورين. كانت مستوطنة قديمة لليغوريين.